# Talles Frederico Silva
Talles Frederico Silva (ur. 20 sierpnia 1991 w São Gonçalo do Rio Abaixo) – brazylijski lekkoatleta specjalizujący się w skoku wzwyż.
Jako junior, bez większych sukcesów startował w regionalnych imprezach dla lekkoatletów do lat 19. W 2011 zajął 5. miejsce na czempionacie Ameryki Południowej w Buenos Aires. Złoty medalista młodzieżowych mistrzostw kontynentu południowoamerykańskiego (2012). Rok później sięgnął po złoty krążek mistrzostw Ameryki Południowej.
Złoty medalista mistrzostw Brazylii.
Rekordy życiowe: stadion – 2,30 (12 marca 2017, São Bernardo do Campo); hala – 2,26 (3 lutego 2018, São Caetano do Sul) rekord Brazylii.

## Osiągnięcia
| Rok  | Impreza                                     | Miejsce             | Pozycja           | Wynik |
| ---- | ------------------------------------------- | ------------------- | ----------------- | ----- |
| 2009 | Mistrzostwa Ameryki Południowej juniorów    | São Paulo           | 4. miejsce        | 2,03  |
| 2009 | Mistrzostwa panamerykańskie juniorów        | Port-of-Spain       | 6. miejsce        | 2,05  |
| 2010 | Mistrzostwa świata juniorów                 | Moncton             | el. – 16. miejsce | 2,14  |
| 2011 | Mistrzostwa Ameryki Południowej             | Buenos Aires        | 5. miejsce        | 2,17  |
| 2012 | Mistrzostwa ibero-amerykańskie              | Barquisimeto        | 8. miejsce        | 2,16  |
| 2012 | Młodzieżowe mistrzostwa Ameryki Południowej | São Paulo           | 1. miejsce        | 2,21  |
| 2013 | Mistrzostwa Ameryki Południowej             | Cartagena de Indias | 1. miejsce        | 2,22  |
| 2014 | Mistrzostwa ibero-amerykańskie              | São Paulo           | 5. miejsce        | 2,18  |
| 2015 | Mistrzostwa Ameryki Południowej             | Lima                | 2. miejsce        | 2,22  |
| 2015 | Igrzyska panamerykańskie                    | Toronto             | 9. miejsce        | 2,20  |
| 2015 | Mistrzostwa świata                          | Pekin               | el. – 39. miejsce | 2,17  |
| 2016 | Mistrzostwa ibero-amerykańskie              | Rio de Janeiro      | 5. miejsce        | 2,20  |
| 2016 | Igrzyska olimpijskie                        | Rio de Janeiro      | el. – 35. miejsce | 2,17  |
| 2017 | Mistrzostwa Ameryki Południowej             | Asunción            | 2. miejsce        | 2,28  |
| 2017 | Mistrzostwa świata                          | Londyn              | el. – 13. miejsce | 2,29  |